# Gilbert Sinoué

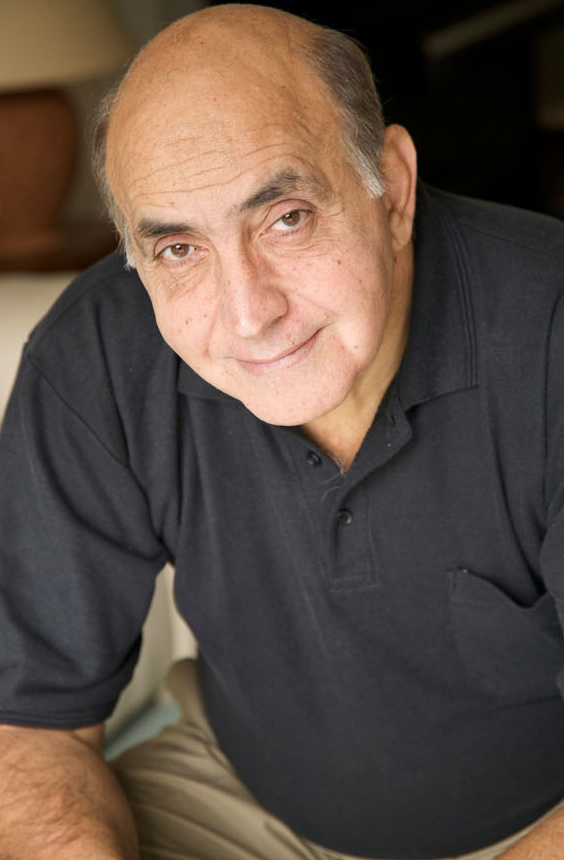
Gilbert Sinoué

Gilbert Sinoué (* 18. Februar 1947 in Kairo, Ägypten) ist ein französischer Schriftsteller ägyptischer Herkunft.

## Leben
Sinoué besuchte das Jesuitenkolleg in seiner Heimatstadt und ging mit neunzehn Jahren 1966 nach Frankreich, um Musik zu studieren. Er studierte u. a. Klassische Gitarre an der École normale de musique.

## Rezeption
Aus der Studenten-Zeit Sinoués stammen auch seine ersten literarischen Versuche, welche er aber zugunsten der Musik bald wieder aufgab. Erst 1987 konnte er als Schriftsteller debütieren. Nachdem er den Erfolg seines ersten Romans noch übertreffen konnte, ließ er nun von der Musik und widmete sich mehrheitlich dem Schreiben. Neben seinen Romanen konnte Sinoué auch als Verfasser von Drehbüchern reüssieren.

## Ehrungen
- 1987 Prix Jean d'Heurs du roman historique für seinen ersten Roman „Purpur und Olivenzweig“
- 1991 Prix Quartier Latin für seinen Roman L’Égyptiènne
- 1996 Prix des Libraires für den Roman Le livre de saphir
- 2004 Grand prix de littérature policière für den Roman Les silences de Dieu.

## Werke (Auswahl)

### Als Autor
Biographien
- Le dernier pharaon. Méhémet-Ali (1770–1849). Pygmalion, Paris 1997, ISBN 2-85704-517-4.
- L’ambassadrice. Calmann-Lévy, Paris 2002, ISBN 2-253-15485-7.
  - Emma. Das Leben der Lady Hamilton. Beck, München 2003, ISBN 3-406-50204-0.
- Akhenaton. Le dieu maudit. Flammarion, Paris 2003, ISBN 2-08-068356-X.
- Le colonel et l’enfant-roi. Mémoires d’Égypte. Lattès, Paris 2006, ISBN 978-2-7096-2499-2 (Biographie über König Faruk und Premierminister Gamal Abdel Nasser).
- La dame à la lampe. Une vie de Florence Nightingale. Gallimard, Paris 2008, ISBN 978-2-07-038136-4.
- 12 femmes d’orient, qui ont changé l’histoire. Pygmalion, Paris 2011, ISBN 978-2-7564-0421-9.
- L'aigle égyptien. Nasser. Tallandier, Paris 2015, ISBN 979-10-210-0853-3.

Essays
- A mon fils. A l'aube du troisième millénaire. Gallimard, Paris 2000, ISBN 2-07-075872-9.
- Impressions d’Égypte. La Martinière, Paris 2011, ISBN 978-2-7324-4399-7 (illustriert von Denis Dailleux).

Romane
- La pourpre et l’olivier. Orban, Paris 1987, ISBN 2-85565-335-5 (thematisiert das Leben Calixt I.).
  - Purpur und Olivenzweig. Droemer Knaur, München 1994, ISBN 3-426-63013-3.
- Avicenne ou la route d’Isphahan. Denoël, Paris 1989, ISBN 2-207-23557-2.
  - Die Straße nach Isphahan. Droemer Knaur, München 1996, ISBN 3-426-62008-1.
- L’Égyptiènne. Denoël, Paris 1991, ISBN 2-207-23847-4.
  - Die schöne Scheherazade. Droemer Knaur, München 1995, ISBN 3-426-63015-X.
- La fille du Nil. Denoël, Paris 1993, ISBN 2-207-24050-9.
  - Tochter Ägyptens. Knaur, München 1995, ISBN 3-426-63026-5.
- Le livre de saphir. Denoël, Paris 1996, ISBN 2-207-24080-0.
  - Der blaue Stein. Droemer Knaur, München 1998, ISBN 3-426-61020-5 (thematisiert die Inquisition in Spanien).
- L’enfant de Bruges. Gallimard, Paris 1999, ISBN 2-07-075448-0 (Roman-Biographie über Jan van Eyck).
  - Das Geheimnis von Flandern. Droemer, München 2001, ISBN 3-426-19535-6.
- Des jours et des nuits. Le Grand Livre du mois, Paris 2001, ISBN 2-7028-6506-2
  - Liebe über alle Zeiten. Knaur, München 2004, ISBN 3-426-62668-3 (früherer Titel: Ricardos ewige Liebe).
- Les silences de Dieu. Le Grand Livre du mois, Paris 2004, ISBN 2-7028-8347-8.
- Un bateau pour l’enfer. Calmann-Lévy, Paris 2005, ISBN 2-7021-3406-8.
- La reine crucifée. Albin Michel, Paris 2005, ISBN 2-226-15678-X (Roman-Biographie über Inês de Castro).
- Moi Jésus. Michel, Paris 2007, ISBN 978-2-226-18090-2.
- Erevan. Flammarion, Paris 2009, ISBN 978-2-08-121734-8.
- Inch’ Allah. Flammarion, Paris 2010 (Roman über den Nahen Osten).

1. Le souffle du jasmin. ISBN 978-2-08-121910-6.
2. Le cri des pierres. ISBN 978-2-08-121911-3.

- L’homme qui regardait la nuit. Flammarion, Paris 2012, ISBN 978-2-08-121913-7.
- Les nuits du Caire. Arthaud, Paris 2013, ISBN 978-2-08-130255-6.

### Als Herausgeber
- Le livre et des sagesses d’orient. Le Grand Livre du mois, Paris 2000, ISBN 2-7028-5293-9.